# Dominic Thiem
Dominic Thiem (Wiener Neustadt, 3 de setembre de 1993) és un jugador de tennis austríac.
Ha aconseguit un total de disset títols individuals, especialment sobre terra batuda, i el seu èxit més important fou el US Open 2020. El seu millor rànquing fou el número 3 individual aconseguit l'any 2020.

## Torneigs de Grand Slam

### Individual: 4 (1−3)
| Resultat  | Núm. | Any  | Torneig           | Oponent          | Marcador                   |
| --------- | ---- | ---- | ----------------- | ---------------- | -------------------------- |
| Finalista | 1.   | 2018 | Roland Garros     | Rafael Nadal     | 4−6, 3−6, 2−6              |
| Finalista | 2.   | 2019 | Roland Garros (2) | Rafael Nadal     | 3−6, 7−5, 1−6, 1−6         |
| Finalista | 3.   | 2020 | Open d'Austràlia  | Novak Đoković    | 4−6, 6−4, 6−2, 3−6, 4−6    |
| Guanyador | 1.   | 2020 | US Open           | Alexander Zverev | 2−6, 4−6, 6−4, 6−3, 7−6(6) |

## Biografia
Fill de Wolfgang i Karin Thiem, ambdós entrenadors de tennis, té un germà més petit que també és tennista professional, Moritz Thiem. Va créixer a Lichtenwörth i va començar a jugar a tennis amb sis anys. Quan va fer els nous anys va entrar a l'acadèmia de Günter Bresnik de Viena, on treballava el seu pare.
Va iniciar una relació sentimental amb la tennista francesa Kristina Mladenovic a mitjans de 2017, però van tardar forces mesos a confirmar. La relació va durar fins a finals de 2019.

## Palmarès

### Individual: 29 (17−12)
| Llegenda                          |
| --------------------------------- |
| Grand Slams (1−3)                 |
| ATP Finals (0−2)                  |
| ATP World Tour Masters 1000 (1−2) |
| ATP World Tour 500 (5−1)          |
| ATP World Tour 250 (10−4)         |

| Títols per superfície |
| --------------------- |
| Dura (6−4)            |
| Gespa (1−0)           |
| Terra batuda (10−8)   |

| Resultat  | Núm. | Data                   | Torneig                         | Superfície   | Oponent               | Marcador                   |
| --------- | ---- | ---------------------- | ------------------------------- | ------------ | --------------------- | -------------------------- |
| Finalista | 1.   | 2 d'agost de 2014      | Kitzbühel, Àustria              | Terra batuda | David Goffin          | 6−4, 1−6, 3−6              |
| Guanyador | 1.   | 23 de maig de 2015     | Niça, França                    | Terra batuda | Leonardo Mayer        | 6−7(8), 7−5, 7−6(2)        |
| Guanyador | 2.   | 26 de juliol de 2015   | Umag, Croàcia                   | Terra batuda | João Sousa            | 6−4, 6−1                   |
| Guanyador | 3.   | 2 d'agost de 2015      | Gstaad, Suïssa                  | Terra batuda | David Goffin          | 7−5, 6−2                   |
| Guanyador | 4.   | 14 de febrer de 2016   | Buenos Aires, Argentina         | Terra batuda | Nicolás Almagro       | 7−6(2), 3−6, 7−6(4)        |
| Guanyador | 5.   | 27 de febrer de 2016   | Acapulco, Mèxic                 | Dura         | Bernard Tomic         | 7−6(6), 4−6, 6−3           |
| Finalista | 2.   | 1 de maig de 2016      | Múnic, Alemanya                 | Terra batuda | Philipp Kohlschreiber | 6−7(7), 6−4, 6−7(4)        |
| Guanyador | 6.   | 21 de maig de 2016     | Niça (2)                        | Terra batuda | Alexander Zverev      | 6−4, 3−6, 6−0              |
| Guanyador | 7.   | 13 de juny de 2016     | Stuttgart, Alemanya             | Gespa        | Philipp Kohlschreiber | 6−7(2), 6−4, 6−4           |
| Finalista | 3.   | 25 de setembre de 2016 | Metz, França                    | Dura (i)     | Lucas Pouille         | 6−7(5), 2−6                |
| Guanyador | 8.   | 26 de febrer de 2016   | Rio de Janeiro, Brasil          | Terra batuda | Pablo Carreño Busta   | 7−5, 6−4                   |
| Finalista | 4.   | 30 d'abril de 2017     | Barcelona, Espanya              | Terra batuda | Rafael Nadal          | 4−6, 1−6                   |
| Finalista | 5.   | 14 de maig de 2017     | Madrid, Espanya                 | Terra batuda | Rafael Nadal          | 6−7(8), 4−6                |
| Guanyador | 9.   | 18 de febrer de 2018   | Buenos Aires (2)                | Terra batuda | Aljaž Bedene          | 6−2, 6−4                   |
| Finalista | 6.   | 13 de maig de 2018     | Madrid (2)                      | Terra batuda | Alexander Zverev      | 4−6, 4−6                   |
| Guanyador | 10.  | 26 de maig de 2018     | Lió, França                     | Terra batuda | Gilles Simon          | 3−6, 7−6(1), 6−1           |
| Finalista | 7.   | 10 de juny de 2018     | Roland Garros, França           | Terra batuda | Rafael Nadal          | 4−6, 3−6, 2−6              |
| Guanyador | 11.  | 23 de setembre de 2018 | Sant Petersburg, Rússia         | Dura (i)     | Martin Kližan         | 6−3, 6−1                   |
| Guanyador | 12.  | 17 de març de 2019     | Indian Wells, Estats Units      | Dura         | Roger Federer         | 3−6, 6−3, 7−5              |
| Guanyador | 13.  | 28 d'abril de 2019     | Barcelona                       | Terra batuda | Daniïl Medvédev       | 6−4, 6−0                   |
| Finalista | 8.   | 9 de juny de 2019      | Roland Garros (2)               | Terra batuda | Rafael Nadal          | 3−6, 7−5, 1−6, 1−6         |
| Guanyador | 14.  | 3 d'agost de 2019      | Kitzbühel                       | Terra batuda | Albert Ramos Viñolas  | 7−6(0), 6−1                |
| Guanyador | 15.  | 6 d'octubre de 2019    | Pequín, Xina                    | Dura         | Stéfanos Tsitsipàs    | 3−6, 6−4, 6−1              |
| Guanyador | 16.  | 27 d'octubre de 2019   | Viena, Àustria                  | Dura (i)     | Diego Schwartzman     | 3−6, 6−4, 6−3              |
| Finalista | 9.   | 17 de novembre de 2019 | ATP Finals, Londres, Regne Unit | Dura (i)     | Stéfanos Tsitsipàs    | 7−6(6), 2−6, 6−7(4)        |
| Finalista | 10.  | 2 de febrer de 2020    | Open d'Austràlia, Austràlia     | Dura         | Novak Đoković         | 4−6, 6−4, 6−2, 3−6, 4−6    |
| Guanyador | 17.  | 13 de setembre de 2020 | US Open, Estats Units           | Dura         | Alexander Zverev      | 2−6, 4−6, 6−4, 6−3, 7−6(6) |
| Finalista | 11.  | 22 de novembre de 2020 | ATP Finals, Londres (2)         | Dura (i)     | Daniïl Medvédev       | 6−4, 6−7(2), 4−6           |
| Finalista | 12.  | 5 d'agost de 2023      | Kitzbühel (2)                   | Terra batuda | Sebastián Báez        | 3−6, 1−6                   |

### Dobles masculins: 3 (0−3)
| Llegenda                          |
| --------------------------------- |
| Grand Slams (0−0)                 |
| ATP Finals (0−0)                  |
| ATP World Tour Masters 1000 (0−1) |
| ATP World Tour 500 (0−0)          |
| ATP World Tour 250 (0−2)          |

| Títols per superfície |
| --------------------- |
| Dura (0−0)            |
| Gespa (0−0)           |
| Terra batuda (0−3)    |

| Resultat  | Núm. | Data                 | Torneig                 | Superfície   | Parella           | Oponents                         | Marcador         |
| --------- | ---- | -------------------- | ----------------------- | ------------ | ----------------- | -------------------------------- | ---------------- |
| Finalista | 1.   | 24 de juliol de 2016 | Kitzbühel, Àustria      | Terra batuda | Dennis Novak      | Wesley Koolhof Matwé Middelkoop  | 6−2, 3−6, [9−11] |
| Finalista | 2.   | 17 de febrer de 2019 | Buenos Aires, Argentina | Terra batuda | Diego Schwartzman | Máximo González Horacio Zeballos | 1−6, 1−6         |
| Finalista | 3.   | 12 de maig de 2019   | Madrid, Espanya         | Terra batuda | Diego Schwartzman | Jean-Julien Rojer Horia Tecău    | 2−6, 3−6         |

## Trajectòria

### Individual
| Open d'Austràlia | A   | 2R    | 1R    | 3R    | 4R    | 4R    | 2R    | F    | 4R  | A  | 1R | 1R | 0 / 10    | 19 – 10   |
| Roland Garros | A   | 2R    | 2R    | SF    | SF    | F     | F     | QF   | 1R  | 1R | 1R |    | 0 / 10    | 33 – 10   |
| Wimbledon | A   | 1R    | 2R    | 2R    | 4R    | 1R    | 1R    | NC   | A   |    | 1R |    | 0 / 7     | 5 – 7     |
| US Open | A   | 4R    | 3R    | 4R    | 4R    | QF    | 1R    | G    | A   | 1R | 2R |    | 1 / 9     | 23 – 8    |
| ATP Finals | A   | A     | A     | RR    | RR    | RR    | F     | F    | A   | A  |    |    | 0 / 5     | 9 – 10    |
| Total Victòries–Derrotes                                                                                                   | 4−2 | 22−23 | 36−28 | 58−24 | 49−27 | 54−20 | 49−19 | 25−9 | 9−9 |    |    |    | 309 – 172 | 309 – 172 |
| Rànquing a final d'any | 139 | 39    | 20    | 8     | 5     | 8     | 4     | 3    | 15  |    |    |    |           |           |
| Llegenda: G: Guanyador; F: Finalista; SF: Semifinalista; QF: Quarts de final; Q: Qualificació; A: Absent; RR: Round Robin; |     |       |       |       |       |       |       |      |     |    |    |    |           |           |